# Polarna juričica
Polarna juričica (lat. Acanthis hornemanni) je veoma slična sjevernoj juričici i tek prokušani orintolozi mogu uočiti neznatne razlike na krilima i trtici. Kazano vrijedi i za laboratorijske uvjete, dakle kad je moguće uhvaćenu pticu podvrgnuti detaljnoj analizi. No, unatoč velikoj sličnosti, u ekstremnim se uvjetima, zimi, rijetko pridružuje jatima sjeverne juričice.

## ostali projekti
|  | Wikivrste imaju podatke o taksonu Polarna juričica |